# Sharif Ali
El sultán Sharif Ali (también conocido como Barkat Ali ibnu Sharif Ajlan ibni Sharif Rumaithah) fue el tercer sultán de Brunéi. 
Ascendió al trono tras la muerte del sultán Ahmad, que no tuvo descendencia masculina; por tanto, a petición del pueblo de Brunéi, fue elegible para el trono después de casarse con la hija del sultán Ahmad, Puteri Ratna Kesuma.
Sharif Ali era descendiente directo de Mahoma. Su nieto fue Saidina Hassan r.a. 
Sharif Ali fue el antecesor de las familias reales de Brunéi y Sulu.